# Запорізький пивоварний завод
Запорізький пивоварний завод Carlsberg Ukraine — підприємство харчової промисловості України, зайняте у сфері виробництва та збуту продукції броварства. Розташоване у місті Запоріжжі. Входить до складу Carlsberg Ukraine, одного з найбільших виробників пива та безалкогольних напоїв в Україні.

## Історія
Історія ПБК «Славутич» розпочалася 1974 року, коли у Запоріжжі було збудовано Запорізький пивзавод № 2. За два роки завод стає головним підприємством Запорізького пивооб'єднання, до якого також увійшли: Запорізький пивзавод № 1, Молочанський та Мелітопольський пивзаводи.
У 1992 році підприємство було приватизоване, відбулася поетапна реорганізація заводу, спочатку — в орендне підприємство, а в серпні 1993 року — у відкрите акціонерне товариство. З 1996 року ВАТ "Пивобезалкогольний комбінат «Славутич» увійшов до міжнародного пивоварного холдингу Baltic Beverages Holding (BBH), який припинив своє існування у 2008 році, коли його єдиним власником стала група компаній Carlsberg Group.
За рахунок інвестицій нових власників на підприємстві вже у 1996 році проведено модернізацію виробництва, а за два роки здійснюється значне розширення виробничих потужностей та оновлення асортименту продукції — на українському ринку з'являється пиво під торговельною маркою «Славутич».
У 2010 році очисні споруди промислових стоків Запорізького пивоварного заводу були модернізовані — на обладнанні встановлений комбінований пальник, який працює на біогазі та на природному газі, що дозволило суттєво економити кошти. У 2016 році пивзавод також скоротив використання природного газу, завдяки реконструкції очисних споруд. Підприємству вдалося замістити 300 тис. метрів кубічних природного газу біопаливом власного виробництва.

## Бренди, що випускаються на пивзаводі

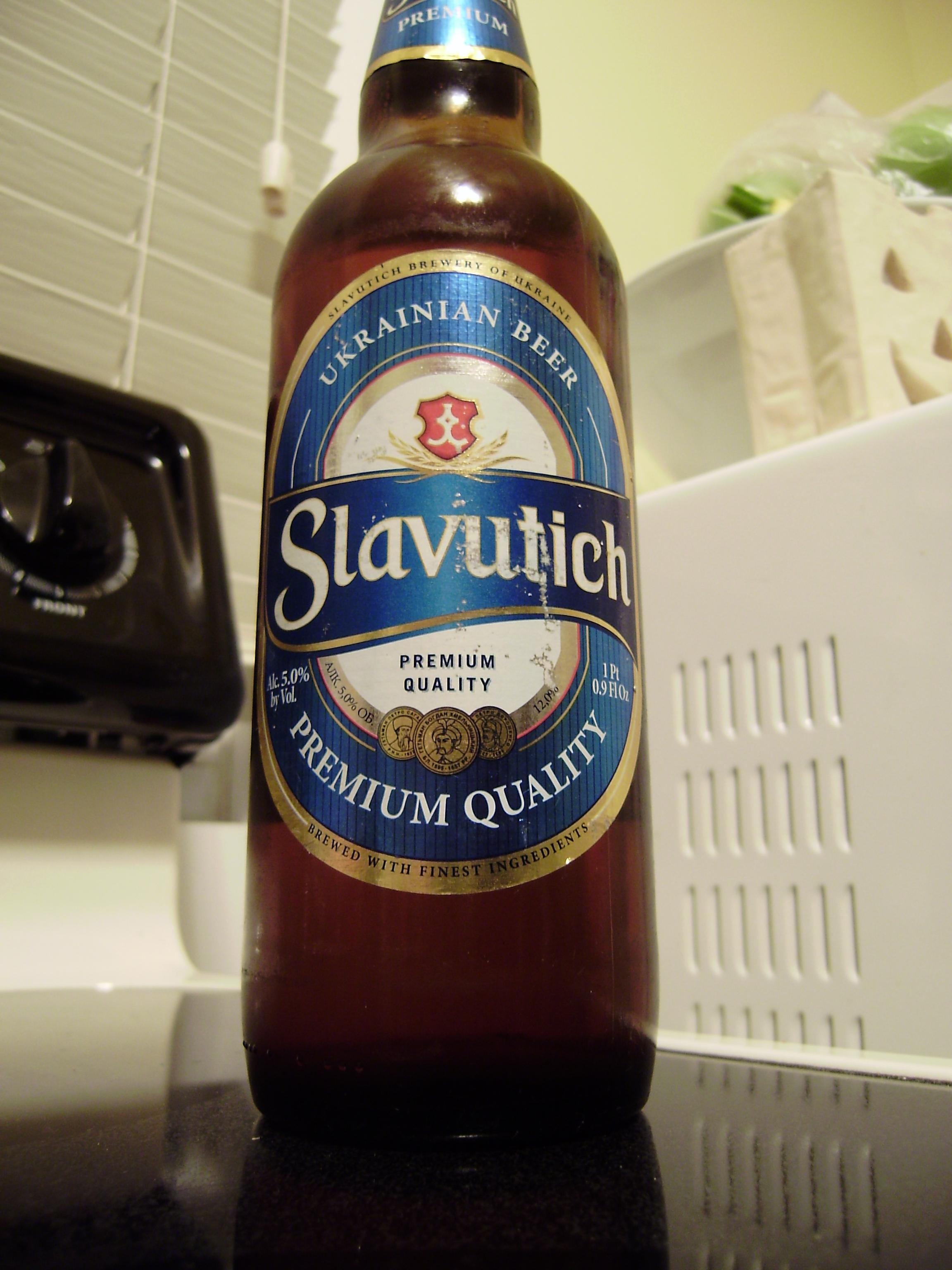
Славутич

### Пивні бренди
- ТМ «Славутич»
- ТМ «Славутич ICE»
- ТМ «Арсенал»
- ТМ «Жигулівське Запорізького Розливу»
- ТМ «Хмільне»
- ТМ «Львівське»
- ТМ «Tuborg»
- ТМ «Балтика»
- ТМ «Zatecky Gus»

### Безалкогольні напої
- «Квас Тарас»
- «Ретро-колекція»